# Scopula mollicula
Scopula mollicula är en fjärilsart som beskrevs av Louis Beethoven Prout 1932. Scopula mollicula ingår i släktet Scopula och familjen mätare. Inga underarter finns listade.